# إراد

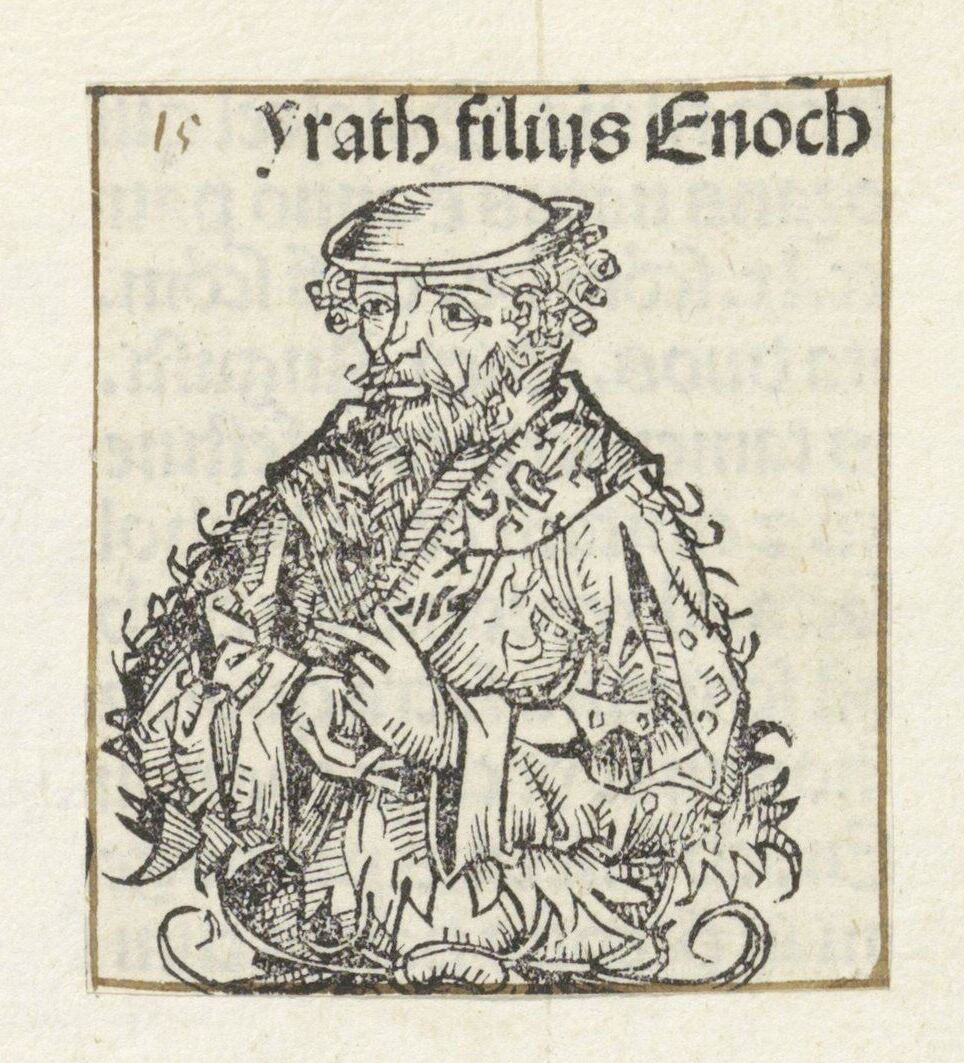
تصوير إراد في نورنبيرغ كرونيكل

إراد (עִירָד Irad ) ابن خنوخ بن قابيل ابن آدم حسب المصادر العبرية  في سفر التكوين ، حفيد قايين هو إراد .
في تكوين 4:18 ، في مقطع أنساب عن نسل قابيل ، يحتوي على الإشارة الوحيدة إلى إراد في الكتاب المقدس: "إلى خنوخ ولد إراد ؛ وكان إراد والد  محويائيل ، ومحويائيل والد متوشائيل ، ومتوشائيل والد لامك بن متوشائيل "( النسخة القياسية الجديدة المنقحة ).
نسل قايين في تكوين 4: 17-22 يوازي بشكل وثيق نسب شيث شقيق قايين الموجود في تكوين 5 : 1-32.  من حيث الفرضية الوثائقية، فإن نسب قايين تُنسب إلى المصدر الجهوي، بينما تُنسب سلالة شيث إلى المصدر الكهنوتي.  تحتوي القائمة J والقائمة P على سبعة أزواج من الأسماء المتشابهة، و "إيراد" من المصدر الجهوي يوازي " جاريد " المصدر الكهنوتي. 